# Hemadas
Hemadas is een geslacht van vliesvleugeligen uit de familie Pteromalidae. De wetenschappelijke naam van dit geslacht is voor het eerst geldig gepubliceerd in 1909 door Crawford.

## Soorten
Het geslacht Hemadas is monotypisch en omvat slechts de volgende soort:
- Hemadas nubilipennis (Ashmead, 1887)